# Searlésite
La searlésite est un minéral,  borosilicate de sodium, de formule chimique NaBSi2O5(OH)2. Elle fut découverte en 1914 dans le lac Searles (en) en Californie, et fut nommée ainsi pour honorer John W. Searles (16 novembre 1828 - 7 octobre 1897), un pionnier (en) californien, qui fora le puits qui fournit le premier échantillon de searlésite.
La searlesite se trouve habituellement disséminée dans des strates lacustres à grains fins et souvent associée à des cendres volcaniques altérées. Elle peut être un composant mineur des dépôts de borate, mais elle est rarement concentrée ou sous forme de cristaux macroscopiques et n'a donc pas été exploitée comme minerai de bore. On la trouve interstratifiée dans des schistes bitumineux ou des marnes (formation de la Green River, USA) et dans des dépôts d'évaporite contenant du bore (Californie, USA) ; rarement dans des vugs dans la phonolite (Point of Rocks au Nouveau-Mexique).